# 小行星1413
小行星1413（1413 Roucarie）是一颗围绕太阳公转的小行星。1937年2月12日，路易·博耶在阿尔及尔发现了此天体。
該小行星以博耶的母親羅卡麗·博耶（Roucarie Boyer）命名。
这颗小行星的绝对星等为301.3853836641421等。